# Susan Kohner
Susan Kohner (* 11. November 1936 in Los Angeles, Kalifornien) ist eine US-amerikanische Schauspielerin.

## Biografie
Susan Kohner wurde in Los Angeles als Tochter der mexikanischen Schauspielerin Lupita Tovar geboren. Ihr Vater war der Agent Paul Kohner, der unter anderem Lana Turner betreute. Nach einigen kleineren Rollen erhielt Kohner 1959 für den Film Jazz-Ekstase an der Seite von Sal Mineo den Golden Globe Award als Beste Nachwuchsdarstellerin. Einem breiten Publikum wurde sie ein Jahr später durch ihren Auftritt als hellhäutige Tochter einer Afroamerikanerin in Douglas Sirks Melodram Solange es Menschen gibt bekannt, der ihr erneut einen Golden Globe und eine Oscar-Nominierung jeweils als Beste Nebendarstellerin einbrachte. Die nachfolgenden Angebote waren jedoch wenig befriedigend und Susan Kohner zog sich 1964 von der Leinwand zurück, nachdem sie für ihre Rolle als Martha Freud in John Hustons Filmbiografie Freud erneut von der Hollywood Foreign Press Association mit einer Nominierung bedacht worden war.
Seit 1964 bis zu dessen Tod 2002 war sie mit dem Modedesigner und Autor John Weitz verheiratet. Die beiden Söhne von Susan Kohner und John Weitz, Paul und Chris Weitz, sind wie früher ihre Mutter im Filmgeschäft tätig.

## Filmografie (Auswahl)
- 1955: Zur Hölle und zurück (To Hell and Back)
- 1956: Der letzte Wagen (The Last Wagon)
- 1957: Fluch der Gewalt (Trooper Hook)
- 1957: Dino – der Bandit (Dino)
- 1959: Solange es Menschen gibt (Imitation of Life)
- 1959: Der Fischer von Galiläa (The Big Fisherman)
- 1960: Früchte einer Leidenschaft (All the Fine Young Cannibals)
- 1961: Und die Nacht wird schweigen (By Love Possessed)
- 1961/1963: Route 66 (Fernsehserie, zwei Folgen)
- 1962: Freud
- 1963: The Nurses (Fernsehserie, Folge Root of Violence)
- 1963: Going My Way (Fernsehserie, Folge One Small Unhappy Family)
- 1964: Tausend Meilen Staub (Rawhide; Fernsehserie, Folge Incident at Ten Trees)
- 1964: Channing (Fernsehserie, Folge A Bang and a Whimper)